# Ettan 2024
La Ettan 2024 è stata la 19ª edizione del terzo livello del campionato di calcio svedese nel suo formato attuale, il quinto con la denominazione Ettan. La stagione è iniziata il 29 marzo e si è conclusa il 10 novembre 2024.

## Stagione

### Novità
- Promosse dalla Division 2 2023
  - Friska Viljor - Raggruppamento Norrland
  - Karlbergs BK - Raggruppamento Norra Svealand
  - Assyriska FF - Raggruppamento Södra Svealand
  - Torslanda IK - Raggruppamento Norra Götaland
  - FBK Karlstad - Raggruppamento Norra Götaland
  - Onsala BK - Raggruppamento Västra Götaland
  - FC Rosengård - Raggruppamento Södra Götaland
- Retrocesse dalla Superettan 2023
  - Jönköpings Södra
  - AFC Eskilstuna

## Formula
Le 32 squadre partecipanti sono divise in due gironi da 16 squadre: il girone Norra (nord) e il girone Södra (sud). Le 16 squadre si affrontano in un girone di andata e ritorno, per un totale di 30 giornate.
Le prime classificate dei due gironi sono promosse in Superettan, mentre le due seconde classificate giocano uno spareggio promozione/retrocessione contro la terzultima e la quartultima classificata della Superettan.
Le due quartultime giocano uno spareggio promozione/retrocessione contro due tra le seconde classificate dei sei gironi di Division 2 qualificatesi a loro volta dopo un'apposita fase. Le ultime tre classificate di ciascun girone sono retrocesse direttamente in Division 2.
Il Dalkurd è stato escluso per motivi economici e sostituito dal ripescato FBK Karlstad.

## Norra

### Squadre partecipanti
| Club                     | Città        | Stadio                              | Stagione Precedente                   |
| ------------------------ | ------------ | ----------------------------------- | ------------------------------------- |
| Assyriska FF             | Södertälje   | Södertälje Fotbollsarena            | 1º posto in Division 2 Södra Svealand |
| AFC Eskilstuna           | Eskilstuna   | Tunavallen                          | 16º posto in Superettan               |
| FBK Karlstad             | Karlstad     | Örsholmens IP                       | 2º posto in Division 2 Norra Götaland |
| Friska Viljor            | Örnsköldsvik | Skyttis IP                          | 1º posto in Division 2 Norrland       |
| Hammarby TFF             | Stoccolma    | Hammarby IP                         | 9º posto in Ettan Norra               |
| IF Karlstad              | Karlstad     | Sola Arena                          | 8º posto in Ettan Norra               |
| IFK Stocksund            | Danderyd     | Stockhagens IP, Danderyds Gymnasium | 13º posto in Ettan Norra              |
| Karlbergs BK             | Stoccolma    | Stadshagens IP                      | 1º posto in Division 2 Norra Svealand |
| Nordic United            | Södertälje   | Södertälje Fotbollsarena            | 2º posto in Ettan Norra               |
| Piteå IF                 | Piteå        | LF Arena                            | 7º posto in Ettan Norra               |
| Sollentuna FK            | Sollentuna   | Sollentunavallen                    | 6º posto in Ettan Norra               |
| Stockholm Internazionale | Stoccolma    | Hammarby IP                         | 5º posto in Ettan Norra               |
| Täby FK                  | Täby         | Tibblevallen                        | 12º posto in Ettan Norra              |
| Umeå FC                  | Umeå         | Umeå Energi Arena                   | 10º posto in Ettan Norra              |
| Vasalund                 | Solna        | Skytteholms IP                      | 4º posto in Ettan Norra               |
| Örebro Syrianska         | Örebro       | Mellringe IP                        | 11º posto in Ettan Norra              |

### Classifica
|  | Pos. | Squadra              | Pt | G  | V  | N  | P  | GF | GS | DR  |
|  | ---- | -------------------- | -- | -- | -- | -- | -- | -- | -- | --- |
|  | 1.   | Umeå FC              | 72 | 30 | 22 | 6  | 2  | 72 | 32 | +40 |
|  | 2.   | FC Stockholm Intern. | 70 | 30 | 22 | 4  | 4  | 70 | 24 | +46 |
|  | 3.   | Nordic United        | 62 | 30 | 20 | 2  | 8  | 64 | 31 | +33 |
|  | 4.   | Hammarby TFF         | 52 | 30 | 15 | 7  | 8  | 56 | 29 | +27 |
|  | 5.   | Vasalund             | 46 | 30 | 13 | 7  | 10 | 47 | 34 | +13 |
|  | 6.   | IF Karlstad          | 46 | 30 | 14 | 4  | 12 | 51 | 42 | +9  |
|  | 7.   | Karlbergs BK         | 43 | 30 | 12 | 7  | 11 | 48 | 49 | -1  |
|  | 8.   | Sollentuna FK        | 41 | 30 | 11 | 8  | 11 | 46 | 58 | -12 |
|  | 9.   | IFK Stocksund        | 35 | 30 | 9  | 8  | 13 | 61 | 63 | -2  |
|  | 10.  | Örebro Syrianska     | 35 | 30 | 8  | 11 | 11 | 41 | 45 | -4  |
|  | 11.  | AFC Eskilstuna       | 33 | 30 | 8  | 9  | 13 | 48 | 60 | -12 |
|  | 12.  | Assyriska            | 32 | 30 | 8  | 8  | 14 | 46 | 62 | -16 |
|  | 13.  | FBK Karlstad         | 31 | 30 | 8  | 7  | 15 | 48 | 60 | -12 |
|  | 14.  | Piteå IF             | 27 | 30 | 7  | 6  | 17 | 28 | 63 | -35 |
|  | 15.  | Täby FK              | 21 | 30 | 5  | 6  | 19 | 33 | 65 | -32 |
|  | 16.  | Friska Viljor        | 21 | 30 | 5  | 6  | 19 | 38 | 80 | -42 |

Legenda:
      Promossa in Superettan
 Ammessa agli spareggi
      Retrocesse in Division 2
Note:
Tre punti a vittoria, uno a pareggio, zero a sconfitta.

## Södra

### Squadre partecipanti
| Club             | Città            | Stadio                     | Stagione Precedente                    |
| ---------------- | ---------------- | -------------------------- | -------------------------------------- |
| Ariana FC        | Malmö            | Malmö Stadion              | 8º posto in Ettan Södra                |
| BK Olympic       | Malmö            | Lindängens IP, Limhamns IP | 9º posto in Ettan Södra                |
| Eskilsminne      | Helsingborg      | Harlyckans IP              | 4º posto in Ettan Södra                |
| Falkenberg       | Falkenberg       | Falcon Alkoholfri Arena    | 2º posto in Ettan Södra                |
| FC Rosengård     | Malmö            | Rosengårds IP              | 1º posto in Division 2 Södra Götaland  |
| Jönköpings Södra | Jönköping        | Stadsparksvallen           | 15º posto in Superettan                |
| Ljungskile       | Ljungskile       | Skarsjövallen              | 10º posto in Ettan Södra               |
| Lunds BK         | Lund             | Klostergårdens IP          | 3º posto in Ettan Södra                |
| Norrby           | Borås            | Borås Arena                | 6º posto in Ettan Södra                |
| Onsala BK        | Onsala           | Rydets IP                  | 1º posto in Division 2 Västra Götaland |
| Oskarshamns AIK  | Oskarshamn       | Arena Oskarshamn           | 11º posto in Ettan Södra               |
| Torns IF         | Stångby, Lund    | Tornvallen                 | 12º posto in Ettan Södra               |
| Torslanda IK     | Torslanda        | Torslandavallen            | 1º posto in Division 2 Norra Götaland  |
| Trollhättan      | Trollhättan      | Edsborgs IP                | 5º posto in Ettan Södra                |
| Tvååkers IF      | Tvååker, Varberg | Övrevi IP                  | 7º posto in Ettan Södra                |
| Ängelholms FF    | Ängelholm        | Ängelholms IP              | 13º posto in Ettan Södra               |

### Classifica
|  | Pos. | Squadra          | Pt | G  | V  | N  | P  | GF | GS | DR  |
|  | ---- | ---------------- | -- | -- | -- | -- | -- | -- | -- | --- |
|  | 1.   | Falkenberg       | 63 | 30 | 19 | 6  | 5  | 51 | 19 | +32 |
|  | 2.   | Lunds BK         | 56 | 30 | 17 | 5  | 8  | 56 | 40 | +16 |
|  | 3.   | Eskilsminne      | 48 | 30 | 14 | 6  | 10 | 42 | 40 | +2  |
|  | 4.   | BK Olympic       | 45 | 30 | 13 | 6  | 11 | 43 | 39 | +4  |
|  | 5.   | Ängelholms FF    | 45 | 30 | 12 | 9  | 9  | 42 | 46 | -4  |
|  | 6.   | FC Trollhättan   | 44 | 30 | 11 | 11 | 8  | 48 | 41 | +7  |
|  | 7.   | Jönköpings Södra | 44 | 30 | 12 | 8  | 10 | 42 | 40 | +2  |
|  | 8.   | Norrby           | 41 | 30 | 11 | 8  | 11 | 43 | 34 | +9  |
|  | 9.   | FC Rosengård     | 41 | 30 | 11 | 8  | 11 | 40 | 35 | +5  |
|  | 10.  | Torslanda IK     | 40 | 30 | 11 | 7  | 12 | 40 | 36 | +4  |
|  | 11.  | Ljungskile       | 38 | 30 | 11 | 5  | 14 | 39 | 53 | -14 |
|  | 12.  | Oskarshamns AIK  | 37 | 30 | 9  | 10 | 11 | 41 | 47 | -6  |
|  | 13.  | Ariana FC        | 35 | 30 | 10 | 5  | 15 | 50 | 46 | +4  |
|  | 14.  | Torns IF         | 34 | 30 | 8  | 10 | 12 | 33 | 50 | -17 |
|  | 15.  | Tvååkers IF      | 31 | 30 | 8  | 7  | 15 | 32 | 41 | -9  |
|  | 16.  | Onsala BK        | 18 | 30 | 3  | 9  | 18 | 31 | 66 | -35 |

Legenda:
      Promossa in Superettan
 Ammessa agli spareggi
      Retrocesse in Division 2
Note:
Tre punti a vittoria, uno a pareggio, zero a sconfitta.

## Spareggi

### Spareggi per la Ettan 2025
|              | Risultati |              | Luogo e data               |
| ------------ | --------- | ------------ | -------------------------- |
| BK Astrio    | 2 - 1     | Ariana FC    | Halmstad, 16 novembre 2024 |
| Ariana FC    | 3 - 0     | BK Astrio    | Malmö, 23 novembre 2024    |
|              |           |              |                            |
| Enköpings SK | 4 - 1     | FBK Karlstad | Enköping, 16 novembre 2024 |
| FBK Karlstad | 4 - 2     | Enköpings SK | Karlstad, 23 novembre 2024 |
|              |           |              |                            |